# Silvano
A Silvano Pietro Mascagni kétfelvonásos operája, vagy ahogyan a szerzője nevezte, dramma marinaresco, azaz tengerészdráma. A mű librettóját Alphonse Karr novellája alapján Giovanni Targioni-Tozzetti írta. 1895. március 25-én mutatták be a milánói La Scala operaházban. Magyarországon még nem játszották.

## A mű keletkezésének története
1893-ban Mascagni egyszerre három operán dolgozott, ezek közül a William Ratcliff volt az, amely figyelmének nagy részét lekötötte. Mivel a kiadója, Edoardo Sonzogno látta, hogy a Ratcliff lassan készül és valószínűleg nem is lesz készen a szerződésben vállalt időre, megbízta Mascagni librettistáit, Targioni-Tozzettit és Menascit, hogy készítsenek elő egy szövegkönyvet Alphonse Karr Romain d’Etretat műve alapján. Mivel nem sikerült megegyeznie a szerzői jogokat illetően Karral, a librettisták átnevezték a művet Silvanónak. A szereplőket is átnevezték, illetve a cselekmény egyedi történéseit kivágták, annak értelmében, hogy a másolás gyanúja fel se merüljön. Májusban kötötték meg az új szerződést, s decemberre már készen is volt az új opera.
A Silvanónak a bemutatójára március 25-én került sor a La Scalában. A bemutatót csekély érdeklődés övezte, ehhez hozzájárult az is, hogy Mascagni nem vállalta el művének vezénylését, átengedte azt Rodolfo Ferrarinak. Ettől eltekintve a művet kedvezően fogadták. A kritikusok megjegyezték, hogy a mű semmi újat nem hoz, hanem Mascagni eddig bevált technikai módszereinek sikerét kamatoztatja ismét.

## Szerepek
| Szerep  | Hangfekvés   |
| ------- | ------------ |
| Matilde | szoprán      |
| Silvano | tenor        |
| Renzo   | bariton      |
| Rosa    | mezzoszoprán |

## Cselekmény

### Első felvonás
Helyszín: egy kis falu központjában.
A falu központjában vízhordók beszélgetnek és remélik, hogy a halászhajók gazdag zsákmánnyal térnek haza. Matilde a Szűzanyához imádkozik és megvallja bűnét: noha még mindig szerelmes az elűzött tolvajba, Silvanóba, mégis viszonyt folytat Renzóval. Nagy csodálkozására megérkezik Silvano, és elújságolja a lánynak, hogy kegyelmet kapott. A rémült lánynak előadja házassági szándékát. A leány azzal próbálja elhárítani, hogy nem méltó hozzá, de az eredeti okot mégsem tárja fel előtte. Mindketten megerősítik egymás iránti érzelmeiket. Megérkeznek a halászok, közöttük van Renzo is. Matilde hiába ellenkezik, Silvano odamegy régi barátaihoz, és megkéri Renzót, vegye vissza a halászhajójára. Renzo eleinte gonosz módon visszautasítja, hiszen tudja, hogy Silvano Matilde igazi szerelme. Silvano elmeséli Renzónak, hogy tulajdonképpen kényszerből lopott, mert másként nem tudta eltartani megözvegyült anyját, Rosát. Renzónak megesik rajta a szíve és hajójára veszi. Amíg Silvano az anyjánál tesz látogatást, Matilde felkeresi Renzót, és arra kéri, tartsa titokban viszonyukat. Renzóban óriási féltékenység kap lángra, ezt tetőzi, amikor a lány elmondja neki, hogy tulajdonképpen sohasem szerette igazán, de szüksége volt egy férfira maga mellett Silvano elűzése után. Renzo megfenyegeti Matildét, ha nem találkozik vele a szokásos helyen, a sziklán éjfélkor, akkor megöli Silvanót. Szerelme életét féltve, Matilde beleegyezik.

### Második felvonás
Helyszín: a tengerparton alkonyatkor.
A távolban a hazatérő halászok éneke hallatszik. Mivel túl sok időt töltött anyjával, Silvano azt gondolja, hogy Renzo kihajózott a tengerre nélküle. Anyjának örömmel meséli házassági szándékát, az öregasszony visszafogottan fogadja a hírt, de megáldja fiát. A tengerparton fiatal lányok nézik a távolodó halászhajókat. Csodálkoznak, amikor meglátják Silvanót, és elmondják neki, hogy Renzo is a faluban maradt. Távozásukkor egy szomorú balladát énekelnek a reménytelen szerelemről. A ballada szavai kellemetlen érzéseket keltenek Silvanóban, de gondolatai hamarosan Matilde körül forognak, és boldogan veszi útját a lány háza felé. Matilde és Renzo a megbeszélt helyen találkoznak. Matilde elutasítja Renzo kérését, hogy lemondjon a Silvano iránti érzéseiről, és elővesz egy kést, öngyilkossággal fenyegetőzik. Silvano is felbukkan, Matildét keresve. A fegyvertelen Renzo egy szikla mögé bújik, de Silvano észreveszi az árnyékát. Amikor Matilde tagadja, hogy bárkivel is találkozott volna, Silvano gyanakvóvá válik, és erőszakosan rákérdez a lány esetleges szeretőjére. Renzo előjön a szikla mögül, mire Silvano előrántja pisztolyát és lelövi.